# Техніка безпеки

Інструктаж з техніки безпеки для молодих спеціалістів на збагачувальній фабриці. Україна.

Техніка безпеки, ТБ — система технічних умов, засобів, вимог, правил та способів роботи, що гарантує на виробництві безпечні й сприятливі умови праці, усуває небезпеку, запобігає небезпеці. 
Виконання вимог техніки безпеки — один із найважливіших державних заходів у галузі охорони праці. 
У кожній галузі господарства діють обов'язкові правила ТБ, які затверджує центральний комітет
відповідної профспілки. Науково обґрунтовуються правила
й норми безпечної роботи, розробляються технічні засоби й
організаційні заходи з безпеки праці в науково-дослідних
інститутах, комітетах, навчальних закладах. 
Керівники
підприємств та установ повинні здійснювати необхідні заходи
з ТБ і промислової санітарії згідно з чинними правилами та
нормами безпеки. За порушення правил ТБ законодавство передбачає сувору адміністративну й кримінальну відповідальність. Поліпшення ТБ тісно пов'язане з технічним прогресом, який дає змогу досягти повної безпеки праці.
Обов'язкові вимоги техніки безпеки законодавчо закріплено
в трудовому законодавстві, у спеціальних інструкціях, наказах
тощо. Заходи з техніки безпеки здійснюються на підприємстві
на підставі колективного договору. Вітчизняні «Правила безпеки на вугільних шахтах» прийнято 2004 року.

## Методи аналізу
Методи аналізу можна розділити на дві категорії: якісні та кількісні. Обидва підходи мають на меті, знайти причинно-наслідкові залежності між небезпекою на системному рівні

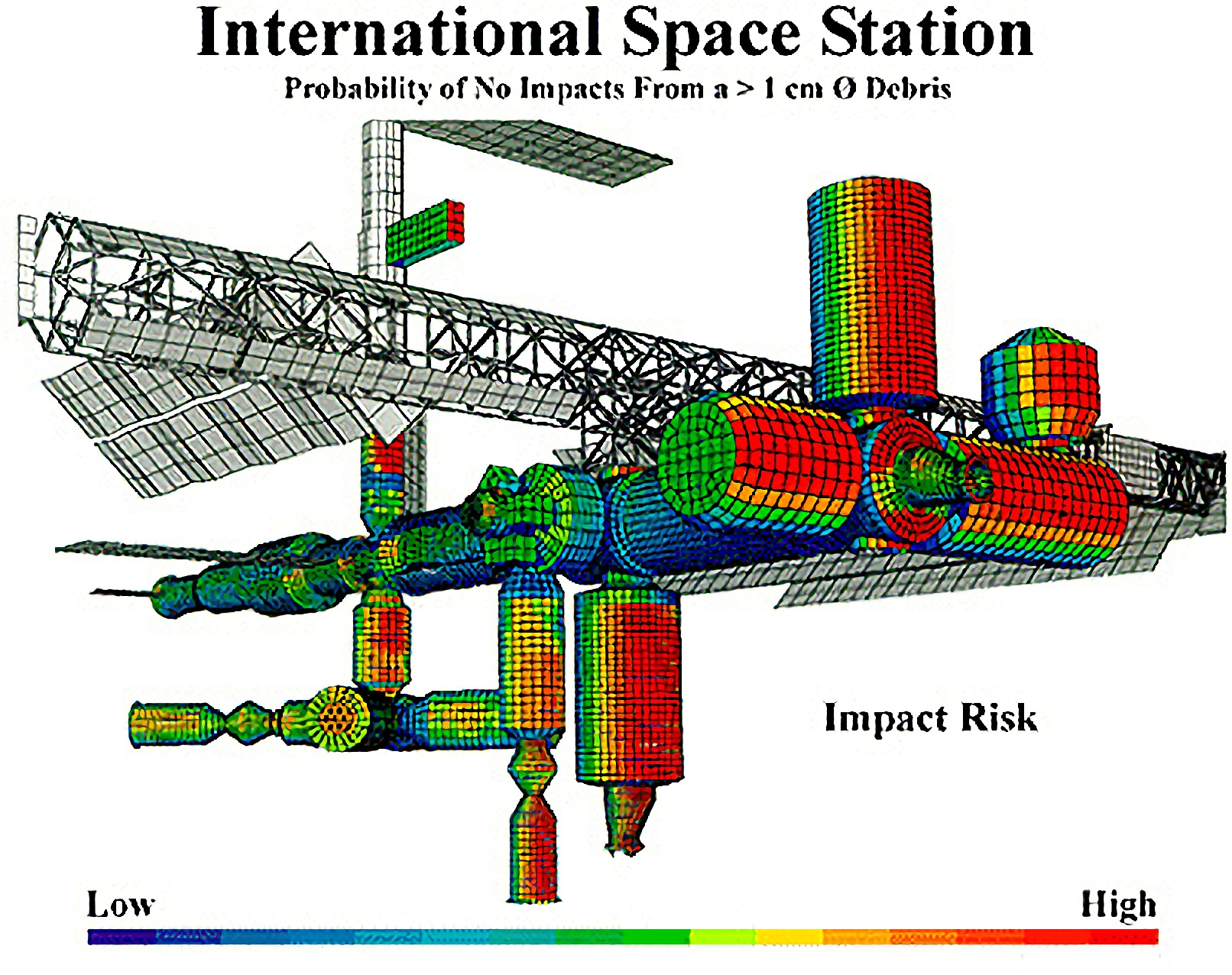
Ілюстрація НАСА, що показує зони високого ризику для Міжнародної космічної станції

та відмовами окремих компонентів. Якісні підходи зосереджуються на питанні «Що повинно піти не так, щоби виникли системні небезпеки?», тоді як кількісні методи спрямовано на надання оцінок щодо ймовірностей, розмірів та / або тяжкості наслідків.
Складності технічних систем, вдосконалення будови та матеріалів, планові перевірки, надійне проєктування та надлишкове резервування — зменшують ризики але збільшують витрати. Ризики може бути знижено до прийнятого у світі рівня ALARA (настільки низько, наскільки це доцільно можливо) або рівня ALAPA (настільки низько, наскільки це практично досяжно).
Традиційно методи аналізу безпеки, спираються винятково на вміння та досвід інженера з безпеки. В останнє десятиліття (2010),  стали помітними підходи на базі моделей. На відміну від традиційних способів, методи  на основі моделей, допомагають вивести зв’язки між причинами та наслідками, з якоїсь моделі системи.